# Дисидент
Дисидент е човек, който активно възразява или се противопоставя на общоприетото или налагано мислене, доктрина, политика, институция и власт или конвенционална социална структура особено при диктаторски и тоталитарни режими.
Първоначално терминът е използван за привърженици на неортодоксални вероизповедания. За първи път употребата му е регистрирана през 1766 г., като с него се е правела алюзия за протестантите . Терминът придобива политически смисъл през 40-те години на ХХ в. с възникването на тоталитарни системи като СССР .
Днес терминът се използва за най-общо описание на политическите дисиденти, критиците и вътрешните опоненти на тоталитарните режими. Повечето от тях предприемат мерки като ненасилствено несъгласие, но някои от тях също се опитват да съберат подкрепа и да започнат революция за сваляне на съществуващия режим в своята страна. Обикновено те са преследвани от правителството и са подложени на репресии като лишаване от свобода, притискани са икономически и дори убивани.
В периода 1944 – 1989 г. думата дисидент в държавите от Източна Европа се отнася предимно за противници на комунистическия режим, които в някои случаи са членове на комунистическите партии в своите страни. Много от дисидентите са били осъждани и са ставали политически затворници.
Известните дисиденти на 20 век са Андрей Сахаров, Александър Солженицин, Андрей Синявски и Андрей Амалрик в Съветския съюз, Лех Валенса и Адам Михник в Полша, Вацлав Хавел в Чехословакия, Нелсън Мандела в Южна Африка, Аун Сан Су Чи в Мианмар.
В началото на 21 век, след разпадането на тоталитарните режими в Източна Европа, названието „дисидент“ е прието да се използва за противниците на тоталитарните режими в страни като Китай и Бирма (Мианмар).
Названието „дисидент“ се използва и по отношение на Едуард Сноудън и Джулиан Асанж. Точно така ги нарича Алексей Пушков, председател на Комисията за международни отношения на руската Държавна дума.

## В СССР
Инакомислието в СССР се проявява още през началните години на съветската власт. Освен остатъците от стария режим, има множество и вътрешни опозиционери, които виждат сбълсък между своята представа за право и справедливост и реалностите на тоталитарната държава. Те обаче използват езика на болшевизма просто защото не знаят друг начин. Прилагането на жестоки мерки по време на Голямата чистка не успява докрай да изкорени инакомислието – не само политическо, но и културно, религиозно, социално, хуманитарно. Религиозни течения и цели вероизповедания отказват да се подчинят на диктатурата и минават в нелегалност. Хората продължават да съчиняват стихове и проза, философски и научни статии, неприемливи за държавната цензура; други преписват забранените текстове на ръка, а по-късно – на пишеща машина. До към средата на 1950-те години тези текстове се разпространяват само в най-тесен кръг на доверени приятели, а традицията на разпространение на „крамолна“ литература чрез преписване получава специално име: „самиздат“.
В периода на размразяването при Хрушчов, когато спират крайните репресии за инакомислие, в обществото се отварят няколко пътя за израз на неортодоксални възгледи. Част от интелигенцията се бори за свобода на мисълта и творчеството, оставайки в рамките на институциите под контрола на държавата, но опитвайки се да „пробутва“ през цензурата идеологически съмнителни произведения. Огнища на свободомислието стават например, редакциите на либерални списания, театрите, някои научни колективи. При това се налага да спазват определени ограничения, като сами си налагат автоцензура. Примери за такива средища са списание Новий мир, което първо публикува работа на Солженицин или театърът на Таганка под ръководството на Юрий Любимов.
Тези първи опити за културна независимост прокарват път на идеята, че може да се действа не „за“ или „против“ властта, а независимо от нея, че е възможно просто да се игнорират негласните забрани, наложени без законово основание. Тази идея е напълно нова за съветския човек, но е много привлекателна с това, че позволява човек да прояви себе си открито, без да се крие, без да минава в нелегалност. Ключова дума за този нов тип социално поведение става думата „независимост“. Именно този тип поведение започват да наричат дисидентско, а представителите му – дисиденти. По някои оценки болшинството от дисидентите в СССР принадлежи към интелигенциятя. В края на 60-те години на XX век 45% от всички инакомислещи са учени, а 13% – инженери и техници:с. 55,65 – 66.
В периода 1960-те – 1980-те години особено място заема правозащитното движение, което обединява разпокъсаните прояви на независима гражданска инициатива. Правозащитниците създават единна общност, което радикално отличава ситуацията в този период от единичните опити за създаване на политическа съпротива през 1950-те години. Това движение абсолютно доминира на обществената сцена и неговите представители Андрей Сахаров, Александър Солженицин, Андрей Синявски и Андрей Амалрик получават световна известност.

## В България
За разлика от другите социалистически страни дисидентството в България се изразява като борба за зачитане на етническите и религиозните права и защита на природата, като приема организирана форма само една или две години преди действителното рухване на социализма и тоталитарната държава. Дисидентството в България е разпокъсано и без ясна идеологическа основа, за разлика например от Полша или Чехословакия. Според Лаков, има два основни идеологически лагера: Първият е сформиран от хора, свързани с БКП, които са били репресирани по някакъв начин и втори, основан на ясно идеологическо противопоставяне. Представителите на първата група група имат добро положение в обществото, но се противопоставят на управляващите в един или друг момент, защото считат за необходимо да се извършат промени в системата, но не радикални, а поддържат „хуманизация“ на системата по линия на перестройката. Те са основно представители на интелигенцията и сред тях има известни имена като Радой Ралин, Блага Димитрова, Николай Василев. Членовете на втората група дисиденти са бивши политически затворници и хора, жестоко преследвани и потискани от системата, като Петър Манолов, Димитър Амбарев, Илия Минев. Те обаче са сравнително по-малко известни.
Сформираните от дисиденти организации започват дейността си след 1987 г., когато т.нар. Юлска концепция на комунистическата партия дава право на гражданите да създават неформални организации. През януари 1988 г. се създава Независимото дружество за защита правата на човека, оглавено от Илия Минев. Около една година по-късно е сформиран Комитетът за защита на религиозната свобода, свободата на съвестта и духовните ценности, ръководен от Христофор Събев. В началото на 1989 г. Константин Тренчев създава първия независим профсъюз Подкрепа. Комитетът за екологична защита на град Русе, създаден през март 1988 г., и Клубът за подкрепа на гласността и преустройството, основан през ноември 1988 г., са примери за организации на дисиденти от интелигенцията. В края на 1989 г. някои от тези организации стават ядро за обединение на демократичните сили, като учредяват СДС.